# خوسيه غارسيا مارتينيز
خوسيه غارسيا مارتينيز (بالإسبانية: Elías García Martínez)‏ هو رسام إسباني، ولد في 20 يوليو 1858 في ركانة (بلنسية) في إسبانيا، وتوفي في 1 أغسطس 1934 في وتيال ‏ في إسبانيا.